# Công ước Viên về Giao thông đường bộ
Công ước về giao thông đường bộ, thường được gọi là Công ước Viên về giao thông đường bộ, là một hiệp ước quốc tế được thiết kế để tạo thuận lợi cho giao thông đường bộ quốc tế và tăng an toàn giao thông bằng cách thiết lập các quy tắc giao thông tiêu chuẩn giữa các bên tham gia công ước. Công ước đã được thống nhất tại hội nghị của Hội đồng Kinh tế và Xã hội Liên Hợp Quốc về Giao thông đường bộ (7 tháng 10 - 8 tháng 11 năm 1968) và được ký kết tại Viên vào ngày 8 tháng 11 năm 1968. Nó có hiệu lực vào ngày 21 tháng 5 năm 1977. Công ước này được phê chuẩn bởi 78 quốc gia, nhưng những nước không phê chuẩn vẫn có thể trở thành một thành viên do Công ước về Giao thông Đường bộ 1949. Hội nghị này còn đưa ra Công ước về Tín hiệu và Tín hiệu Đường bộ.

## Các bên ký kết
Công ước Vienna về giao thông đường bộ được ký kết tại Vienna ngày 8 tháng 11 năm 1968. Kể từ ngày có hiệu lực vào ngày 21 tháng 5 năm 1977, tại các nước ký kết ("Các Bên ký kết") nó thay thế các công ước giao thông đường bộ trước đó, đặc biệt là Công ước Geneva về Giao thông Đường bộ năm 1949, theo Điều 48 của Công ước.
Hoa Kỳ và Trung Quốc là những ví dụ đáng chú ý nhất về các nước không ký kết. Khách du lịch ngắn hạn không được phép mang ô tô vào Trung Quốc. Tất cả các xe đã đăng ký ở nước ngoài tại Trung Quốc phải có Biển xe cơ giới Trung Quốc.
Một quốc gia không ký kết khác là Malaysia. Ở Malaysia, các phương tiện đăng ký tại nước ngoài phải tuân theo quy định giới hạn màu sắc cửa sổ xe của Malaysia nếu không sẽ bị từ chối nhập cảnh vào Malaysia.